# Hurwitzsche Zeta-Funktion
Die Hurwitzsche Zeta-Funktion (nach Adolf Hurwitz) ist eine der vielen bekannten Zeta-Funktionen, die in der analytischen Zahlentheorie, einem Teilgebiet der Mathematik, eine wichtige Rolle spielt. 
Die formale Definition für komplexe {\displaystyle s,q} lautet
{\displaystyle \zeta (s,q)=\sum _{n=0}^{\infty }{\frac {1}{(q+n)^{s}}}\qquad \quad \mathrm {Re} (s)>1{\text{ und Re}}(q)>0}
Die Reihe konvergiert absolut und kann zu einer meromorphen Funktion erweitert werden für alle {\displaystyle s\not =1.}
Die Riemannsche Zeta-Funktion ist dann {\displaystyle \zeta (s,1).}

## Analytische Fortsetzung
Die Hurwitzsche Zeta-Funktion kann zu einer meromorphen Funktion fortgesetzt werden, sodass sie für alle komplexen {\displaystyle s\not =1} definiert ist. Bei {\displaystyle s=1} liegt ein einfacher Pol mit Residuum 1 vor.
Es gilt dann
{\displaystyle \lim _{s\to 1}\left[\zeta (s,q)-{\frac {1}{s-1}}\right]={\frac {-\Gamma '(q)}{\Gamma (q)}}=-\psi (q)}
unter Verwendung der Gammafunktion {\displaystyle \Gamma (\cdot )} und der Digammafunktion {\displaystyle \psi (\cdot )}.

## Reihendarstellungen
Helmut Hasse fand 1930 die Reihendarstellung 
{\displaystyle \zeta (s,q)={\frac {1}{s-1}}\sum _{n=0}^{\infty }{\frac {1}{n+1}}\sum _{k=0}^{n}(-1)^{k}{n \choose k}(q+k)^{1-s}}
für {\displaystyle q>0} und {\displaystyle s\in \mathbb {C} \setminus \{1\}}.

### Laurent-Entwicklung
Die Laurent-Entwicklung um {\displaystyle s=1} lautet:
{\displaystyle \zeta (s,q)={\frac {1}{s-1}}+\sum _{n=0}^{\infty }{\frac {(-1)^{n}\gamma _{n}(q)}{n!}}(s-1)^{n}}
mit {\displaystyle 0<q\leq 1}. {\displaystyle \gamma _{n}(q)} sind die Verallgemeinerten Stieltjes-Konstanten:
{\displaystyle \gamma _{n}(q):=\lim _{N\to \infty }\left(\sum _{k=0}^{N}{\frac {\log ^{n}(k+q)}{k+q}}-{\frac {\log ^{n+1}(N+q)}{n+1}}\right)}
für {\displaystyle n=0,1,2,\dots }

### Fourier-Reihe
Die Fourier-Reihe lautet:
{\displaystyle \zeta (s,a)=2(2\pi )^{s-1}\Gamma (1-s)\left(\sin \left({\frac {\pi s}{2}}\right)\sum _{k=1}^{\infty }{\frac {\cos(2\pi ak)}{k^{1-s}}}+\cos \left({\frac {\pi s}{2}}\right)\sum _{k=1}^{\infty }{\frac {\sin(2\pi ak)}{k^{1-s}}}\right)}
mit {\displaystyle \mathrm {Re} (s)<1{\text{ und }}0<a\leq 1}.

## Integraldarstellung
Die Integraldarstellung lautet
{\displaystyle \zeta (s,q)={\frac {1}{\Gamma (s)}}\int \limits _{0}^{\infty }{\frac {t^{s-1}e^{-qt}}{1-e^{-t}}}\mathrm {d} t}
wobei {\displaystyle \mathrm {Re} (s)>1} und {\displaystyle \mathrm {Re} (q)>0}

## Hurwitz-Formel
Die Formel von Hurwitz ist eine Darstellung der Funktion für {\displaystyle 0\leq x\leq 1} und {\displaystyle s>1.} Sie lautet:
{\displaystyle \zeta (1-s,x)={\frac {1}{2s}}\left[e^{-\mathrm {i} \pi s/2}\beta (x;s)+e^{\mathrm {i} \pi s/2}\beta (1-x;s)\right]}
wobei
{\displaystyle \beta (x;s)=2\Gamma (s+1)\sum _{n=1}^{\infty }{\frac {\exp(2\pi \mathrm {i} nx)}{(2\pi n)^{s}}}={\frac {2\Gamma (s+1)}{(2\pi )^{s}}}{\mbox{Li}}_{s}(e^{2\pi \mathrm {i} x})}
Dabei bezeichnet {\displaystyle {\mbox{Li}}_{s}(z)} den Polylogarithmus.

## Funktionalgleichung
Für alle {\displaystyle s} und {\displaystyle 1\leq m\leq n} gilt
{\displaystyle \zeta \left(1-s,{\frac {m}{n}}\right)={\frac {2\Gamma (s)}{(2\pi n)^{s}}}\sum _{k=1}^{n}\cos \left({\frac {\pi s}{2}}-{\frac {2\pi km}{n}}\right)\;\zeta \left(s,{\frac {k}{n}}\right).}

## Werte

### Nullstellen
Da sich für {\displaystyle q=1} und {\displaystyle q={\tfrac {1}{2}}} die Riemannsche Zeta-Funktion bzw. diese multipliziert mit einer einfachen Funktion von {\displaystyle s} ergibt, führt dies zu der komplizierten Nullstellenberechnung der Riemannschen Zeta-Funktion mit der Riemannschen Vermutung.
Für diese {\displaystyle q} hat die Hurwitzsche Zeta-Funktion keine Nullstellen mit einem Realteil größergleich 1. 
Für {\displaystyle 0<q<1} und {\displaystyle q\not ={\tfrac {1}{2}}} gibt es dagegen Nullstellen für jeden Steifen {\displaystyle 1<\mathrm {Re} (s)<1+\epsilon } mit einem positiv-reellen {\displaystyle \epsilon }. Dies wurde für rationale und nicht-algebraische-irrationale {\displaystyle q} von Davenport und Heilbronn bewiesen; für algebraische irrationale {\displaystyle q} von Cassels.

### Rationale Argumente
Die Hurwitzsche Zeta-Funktion tritt etwa im Zusammenhang mit den Euler-Polynomen {\displaystyle E_{n}(x)} auf:
{\displaystyle E_{2n-1}\left({\frac {p}{q}}\right)=(-1)^{n}{\frac {4(2n-1)!}{(2\pi q)^{2n}}}\sum _{k=1}^{q}\zeta \left(2n,{\frac {2k-1}{2q}}\right)\cos {\frac {(2k-1)\pi p}{q}}}
und
{\displaystyle E_{2n}\left({\frac {p}{q}}\right)=(-1)^{n}{\frac {4(2n)!}{(2\pi q)^{2n+1}}}\sum _{k=1}^{q}\zeta \left(2n+1,{\frac {2k-1}{2q}}\right)\sin {\frac {(2k-1)\pi p}{q}}.}
Ferner gilt
{\displaystyle \zeta \left(s,{\frac {2p-1}{2q}}\right)=2(2q)^{s-1}\sum _{k=1}^{q}\left[C_{s}\left({\frac {k}{q}}\right)\cos \left({\frac {(2p-1)\pi k}{q}}\right)+S_{s}\left({\frac {k}{q}}\right)\sin \left({\frac {(2p-1)\pi k}{q}}\right)\right]}
mit {\displaystyle 1\leq p\leq q}. Dabei werden {\displaystyle C_{\nu }(x)} und {\displaystyle S_{\nu }(x)} wie folgt mit der legendreschen Chi-Funktion {\displaystyle \chi _{\nu }} definiert:
{\displaystyle C_{\nu }(x)=\operatorname {Re} \,\chi _{\nu }(e^{\mathrm {i} x})}
bzw. 
{\displaystyle S_{\nu }(x)=\operatorname {Im} \,\chi _{\nu }(e^{\mathrm {i} x}).}

### Weitere
Es gilt (Auswahl):
{\displaystyle \zeta (s,-1)=\zeta (s)+1\,}
{\displaystyle \zeta (s,2)=\zeta (s)-1\,}
{\displaystyle \zeta (s,0)=\zeta (s,1)\,}
{\displaystyle \zeta \left(s,{\frac {m}{n}}\right)={\frac {1}{n}}\sum _{k=1}^{n}n^{s}\cdot \mathrm {Li} _{s}\left(e^{\frac {2\pi \mathrm {i} k}{n}}\right)e^{-{\frac {2\pi \mathrm {i} km}{n}}}\qquad \qquad m,n\in \mathbb {N} ^{+}{\text{ und }}m\leq n}
{\displaystyle \zeta (0,a)={\frac {1}{2}}-a}
{\displaystyle \zeta (2,{\tfrac {1}{4}})=\pi ^{2}+8G}
{\displaystyle \zeta (2,{\tfrac {1}{2}}+{\tfrac {x}{\pi }})+\zeta (2,{\tfrac {1}{2}}-{\tfrac {x}{\pi }})={\frac {\pi ^{2}}{\cos ^{2}x}}}
(Riemannsche Zeta-Funktion, Catalansche Konstante)

## Ableitungen
Es gilt
{\displaystyle {\frac {\partial ^{n}\zeta (s,a)}{\partial s^{n}}}={\frac {(-1)^{n}}{2^{n}}}\sum _{k=0}^{\infty }{\frac {\log ^{n}\left((a+k)^{2}\right)}{\left((a+k)^{2}\right)^{s/2}}}}
mit {\displaystyle -a\notin \mathbb {N} } sowie {\displaystyle \mathrm {Re} (s)>1} und {\displaystyle n\in \mathbb {N} }.
Die Ableitungen nach {\displaystyle a} ergeben sich zu
{\displaystyle {\frac {\partial ^{n}\zeta (s,a)}{\partial a^{n}}}=(1-n-s,n)\sum _{k=0}^{\infty }{\frac {1}{(a+k)^{n}\left((a+k)^{2}\right)^{s/2}}}}
für {\displaystyle a\notin \mathbb {N} } und {\displaystyle n\in \mathbb {N} } unter Verwendung des Pochhammer-Symbol {\displaystyle (x,n)}.

## Beziehungen zu anderen Funktionen

### Bernoulli-Polynome
Die im Abschnitt Hurwitz-Formel definierte Funktion {\displaystyle \beta } verallgemeinert die Bernoulli-Polynome {\displaystyle B_{n}(x)}:
{\displaystyle B_{n}(x)=-\mathrm {Re} \left[(-\mathrm {i} )^{n}\beta (x;n)\right]}
Alternativ kann man sagen, dass
{\displaystyle \zeta (-n,x)=-{\frac {B_{n+1}(x)}{n+1}}.}
Für {\displaystyle n=0} ergibt das
{\displaystyle \zeta (0,x)={\frac {1}{2}}-x.}

### Jacobische Thetafunktion
Gegeben ist am Anfang des Artikels diese Formel:
{\displaystyle \zeta (v;w)=\sum _{k=0}^{\infty }(k+w)^{-v}}
Die Abel-Plana-Summenformel definiert die Hurwitzsche Zetafunktion sowohl für positive als auch für negative Werte {\displaystyle v}:
{\displaystyle \zeta (v;w)={\frac {w^{1-v}}{v-1}}+{\frac {1}{2w^{v}}}+{\frac {2}{w^{v-1}}}\int \limits _{0}^{\infty }{\frac {\sin {\bigl [}v\arctan(x){\bigr ]}}{{(x^{2}+1)}^{v/2}{\bigl [}\exp(2\pi wx)-1{\bigr ]}}}\,\mathrm {d} x}
Für alle positiven Werte {\displaystyle v} stimmen die beiden Formeln für die Hurwitzsche Zetafunktion miteinander überein.
Die Mathematiker Edmund Taylor Whittaker und George Neville Watson definierten die Jacobische Thetafunktion auf diese Weise:
{\displaystyle \vartheta _{00}(t;u)=\prod _{n=1}^{\infty }(1-u^{2n}){\bigl [}1+2\cos(2t)u^{2n-1}+u^{4n-2}{\bigr ]}}
Basierend auf der nun genannten Abel-Plana-Definition für die Hurwitzsche Zetafunktion kann dann diese Identität für folgendes Integral der Jacobischen Thetafunktion aufgestellt werden:
{\displaystyle \int _{0}^{\infty }x^{n}\{\vartheta _{00}[\pi \,a;\exp(-x)]-1\}\,\mathrm {d} x=\Gamma (n+1)\zeta (2n+2)/\zeta (-2n-1){\bigl [}\zeta (-2n-1;a)+\zeta (-2n-1;1-a){\bigr ]}}
In dieser Formel wird neben der Hurwitzschen auch die Riemannsche Zetafunktion {\displaystyle \zeta (s)=\zeta (s;1)} eingesetzt.
Für alle Zahlenpaare a und n mit den Kriterien {\displaystyle a\in \mathbb {C} \,\setminus \,\mathbb {Z} } und {\displaystyle {\bigl [}n\in \mathbb {C} \,\backslash {\bigl (}-{\tfrac {1}{2}}+m{\bigr )}(m\in \mathbb {N} ){\bigr ]}\cap {\bigl [}\mathrm {Re} (n)>-{\tfrac {1}{2}}{\bigr ]}} ist diese Formel gültig.
Beispielsweise gilt mit {\displaystyle n={\tfrac {1}{4}}} und {\displaystyle a={\tfrac {1}{3}}}:
{\displaystyle \int _{0}^{\infty }{\sqrt[{4}]{x}}\{\vartheta _{00}[{\tfrac {1}{3}}\pi ;\exp(-x)]-1\}\,\mathrm {d} x=\Gamma ({\tfrac {5}{4}})\zeta ({\tfrac {5}{2}})/\zeta (-{\tfrac {3}{2}}){\bigl [}\zeta (-{\tfrac {3}{2}};{\tfrac {1}{3}})+\zeta (-{\tfrac {3}{2}};{\tfrac {2}{3}}){\bigr ]}}
{\displaystyle \int _{0}^{\infty }{\sqrt[{4}]{x}}\{\vartheta _{00}[{\tfrac {1}{3}}\pi ;\exp(-x)]-1\}\,\mathrm {d} x\approx -0{,}98192204088893492762377332647968767}

### Polygammafunktion
Die Hurwitzsche Zeta-Funktion verallgemeinert die Polygammafunktion auf nicht-ganze Ordnungen {\displaystyle s}:
{\displaystyle \psi _{s}(z)={\frac {1}{\Gamma (-s)}}\left({\frac {\partial }{\partial s}}+\psi (-s)+\gamma \right)\zeta (s+1,z)}
mit der Euler-Mascheroni-Konstanten {\displaystyle \gamma }.

## Auftreten
Die Hurwitzschen Zeta-Funktionen finden an verschiedenen Stellen Anwendung, nicht nur in der Zahlentheorie. Sie tritt bei Fraktalen und dynamischen Systemen ebenso wie im zipfschen Gesetz auf.
In der Teilchenphysik kommt sie in einer Formel von Julian Schwinger vor, die ein genaues Resultat für die Paarbildungs-Rate von in der Dirac-Gleichung beschriebenen Elektronen in Feldern gibt.

## Spezialfälle und Verallgemeinerungen
Eine Verallgemeinerung der Hurwitzschen Zeta-Funktion bietet
{\displaystyle \Phi (z,s,q)=\sum _{k=0}^{\infty }{\frac {z^{k}}{(k+q)^{s}}}},
so dass
{\displaystyle \zeta (s,q)=\Phi (1,s,q).}
Diese Funktion wird als Lerchsche Zeta-Funktion bezeichnet.
Die Hurwitzsche Zeta-Funktion lässt sich durch die verallgemeinerte hypergeometrische Funktion ausdrücken:
{\displaystyle \zeta (s,a)=a^{-s}\cdot {}_{s+1}F_{s}(1,a_{1},a_{2},\ldots a_{s};a_{1}+1,a_{2}+1,\ldots a_{s}+1;1)}
mit {\displaystyle a_{1}=a_{2}=\ldots =a_{s}=a{\text{ und }}a\notin \mathbb {N} {\text{ und }}s\in \mathbb {N} ^{+}.}
Außerdem gilt mit der Meijerschen G-Funktion:
{\displaystyle \zeta (s,a)=G\,_{s+1,\,s+1}^{\,1,\,s+1}\left(-1\;\left|\;{\begin{matrix}0,1-a,\ldots ,1-a\\0,-a,\ldots ,-a\end{matrix}}\right)\right.}
mit {\displaystyle s\in \mathbb {N} ^{+}}.